# دو دیز مینور
دو دیز مینور (انگلیسی: C-sharp minor) با مخفف (C♯m) یک گام مینور بر پایهٔ نت دو دیز است.

## تعریف
گام دو دیز مینور بر سه نوع : مینور تئوریک (طبیعی)، مینور هارمونیک و مینور ملودیک استوار است و گام بزرگ نسبی آن، می ماژور است و دارای چهار علامت دیز در سرکلید است.
- نت‌های گام دو دیز مینور طبیعی به ترتیب عبارتند از : دو دیز، ر دیز، می، فا دیز، سل دیز، لا، سی.

- در گام دو دیز مینور هماهنگ (یا دو دیز مینور هارمونیک)، نت «سی» نیم پرده کروماتیک به بالا تغییر می‌کند.

- در صورتی که درجات ششم و هفتم در حالت بالا رونده نیم پرده کروماتیک به بالا تغییر کند و در حالت پایین رونده به حالت اصلی خود برگردد، دو دیز مینور نغمگی (یا دو دیز مینور ملودیک) است.

## آثار در دو دیز مینور
- راپسودی مجار شماره ۲
- سونات ۱۴ پیانو (بتهوون)
- نوکتورن شماره ۲۰ در دو دیز مینور (شوپن)